# 5402 Kejosmith
5402 Kejosmith eller 1989 UK2 är en asteroid i huvudbältet som upptäcktes 27 oktober 1989 av den amerikanske astronomen Eleanor F. Helin vid Palomar-observatoriet. Den är uppkallad efter Keith C. Smith och Joan Furlong.
Asteroiden har en diameter på ungefär 4 kilometer.